# Pod Piwnem
Pod Piwnem ist ein Weiler in Polen, in der Woiwodschaft Karpatenvorland, im Powiat Przeworski in der Gmina Adamówka.
In den Jahren 1975–1998 gehörte der Ort zur Woiwodschaft Przemyśl.